# Zaak-Bistel

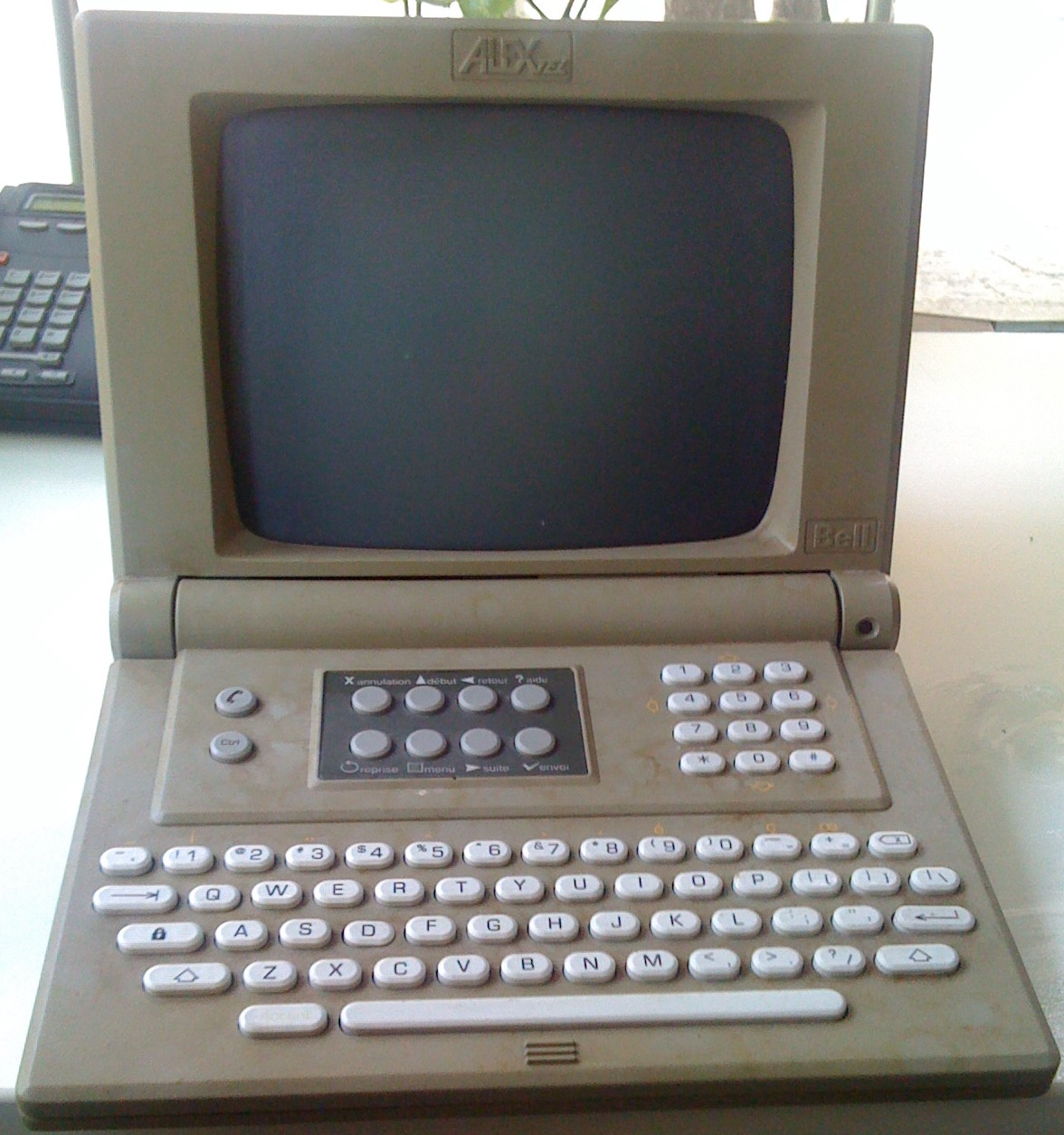
Dit apparaat werd gebruikt om met het Videotex-systeem te werken

De zaak-Bistel  uit 1988 is de eerste Belgische rechtszaak die betrekking had op een inbraak in een computersysteem. 'Bistel' is de afkorting van 'Belgian Information System By Telephone', een elektronisch informatiesysteem van de Belgische overheid. Twee jongeren, Bart Halewyck, een oud-medewerker van het kabinet van de eerste minister, en zijn vriend Luc Panckoucke, journalist van het dagblad De Standaard, gebruikten wachtwoorden om in het systeem in te breken en zichzelf toegang te verlenen tot gevoelige informatie van de overheid. Deze rechtszaak toonde aan dat er een dringende noodzaak was voor het opstellen van een aangepaste wetgeving rond de beveiliging van computersystemen.

## Bistelnetwerk
Bistel of voluit het Belgian Information System By Telephone was een elektronisch informatiesysteem dat op initiatief van de eerste minister Wilfried Martens in 1986 werd ingevoerd. Martens kwam op het idee na een gesprek met IBM specialisten inzake data uitwisseling tijdens een werkbezoek aan de VS in 1982. Bistel werd ontwikkeld door Martens' kabinetsmedewerkers Sophie Dutordoir en Dirk Mangeleer. Dit informatiesysteem moest ervoor zorgen dat de uitwisseling of elektronische transmissie van berichten tussen de verschillende ministers en kabinetten goed, veilig en gemakkelijk zou verlopen. Er werd gebruikgemaakt van Videotex, een systeem dat via een modem en een tv-scherm data in twee richtingen kon uitwisselen. Het systeem is te vergelijken met het aanverwante Teletekst, waarbij informatie gecodeerd tot een televisiesignaal de mogelijkheid biedt tot communicatie in één richting.
Bistel verschafte toegang tot databanken en vergemakkelijkte de communicatie tussen de verschillende kabinetten van de Belgische federale overheid. Door het systeem te kraken of te 'hacken' kon inzage worden verkregen in vertrouwelijke informatie die toebehoorde aan de Belgische staat, alsook toegang tot de persoonlijke mailbox van de ministers, waardoor kennis was te verkrijgen van bijvoorbeeld de agenda van de ministerraad, die in België als geheim en vertrouwelijk behandeld wordt. Bistel werd later verder op punt gesteld door rechtsinformaticus Frank Robben en inspireerde de vorming van de Kruispuntbank van de Sociale Zekerheid waarvan Robben in 1991 de administrateur-generaal werd.

## Feiten
Halewyck en Panckoucke verschaften zich in de periode van 1 augustus 1988 tot 21 oktober 1988 verscheidene keren toegang tot het Bistelnetwerk. De manier waarop was vrij simpel en mogelijk gemaakt door de onoplettendheid en slechte computerveiligheid van de Wetstraat.
Twee jaar voor de feiten werkte Halewyck als gedetacheerd milicien op het kabinet van de eerste minister in de Wetstraat. Hierdoor werd hij in kennis gesteld van het wachtwoord van premier Martens: 'W.M. Wetstraat'. Halewyck stelde vast dat dit wachtwoord nog steeds van toepassing was om tot het Bistelnetwerk toegang te krijgen. Halewyck informeerde hierover zijn vriend, journalist bij het dagblad De Standaard. In de periode dat beiden het systeem 'kraakten' werden alle gegevens gelezen en uitgeprint ten huize van een van hen. Ook werden de wachtwoorden van kabinetsmedewerkers aangepast, zodat het voor hen onmogelijk werd om met hun wachtwoord in te loggen.
De zaak kwam aan het daglicht doordat de twee zelf hun heldendaad aan de pers bekendmaakten. Zij konden hun daden ook bewijzen door meteen de agenda van de ministerraad door te spelen aan de krant. Het doel van hun bekendmaking was een bijdrage te leveren aan de verbetering van de beveiliging van het systeem.

## Rechtszaak
De rechtszaak was niet eenvoudig, vooral doordat enerzijds de druk om te bestraffen groot was maar anderzijds er onvoldoende strafrechtelijke argumenten voorhanden waren. De druk om te bestraffen werd voornamelijk opgelegd door eerste minister Martens, die het Bistelsysteem als zijn 'troetelkind' beschouwde en de rechtszaak hoog opnam.
In de rechtbank van eerste aanleg werden beiden veroordeeld op grond van de volgende drie gepleegde feiten:
1. Valsheid in geschrifte: voor het gebruik van een wachtwoord dat hen niet toebehoorde, waardoor beiden zich ten onrechte hadden voorgesteld als rechtmatige gebruikers van het Bistelsysteem. Het wachtwoord werd zo als een geschrift gezien.
2. Diefstal van computerenergie: het onrechtmatig gebruik van valse sleutels (wachtwoorden en toegangscode) tijdens het oproepen van computergegevens.
3. Het onderscheppen van aan de Regie voor Telegraaf en Telefoon (RTT) toevertrouwde informatie.

De correctionele rechtbank legde hen dan ook een geldboete van 9000 frank (€ 223,10) en drie maanden voorwaardelijk op. Beiden tekenden daarop beroep aan, omdat ze bestraft werden voor feiten gebaseerd op het 'opzettelijk' schaden, wat geenszins hun intentie was. In beroep werd het grootste deel van deze tenlasteleggingen ongedaan gemaakt:
1. De tenlastelegging valsheid in geschrifte werd ongedaan gemaakt door artikel 193, dat stelt dat een wachtwoord geen geschrift is.
2. De tenlastelegging diefstal van computerenergie verviel ook, doordat het hof van beroep besliste dat de verdachten niet de bedoeling hadden om computerenergie te stelen.
3. De verdachten werden alleen nog gestraft voor overtreding van de RTT-wet van 1930.

Beide verdachten moesten een morele schadevergoeding van één symbolische frank betalen aan Wilfried Martens en er werd een gevangenisstraf van drie maanden voorwaardelijk opgelegd.

## Gevolg
De rechtbank van eerste aanleg aanvaardde te gemakkelijk de bestaande strafbaarheidstellingen op computerinbraak. Ze werd daarom door het hof van beroep teruggefloten. De zaak-Bistel was de aanzet tot het pleiten voor de invoeging van een specifieke strafbepaling voor computerdelicten. De zaak bracht aan het licht dat de Belgische wetgeving niet was aangepast aan computergerelateerde misdrijven.
Pas op 28 november 2000, 12 jaar na de zaak, kwam de Wet inzake informaticacriminaliteit tot stand.